# 大雄的天方夜譚
《哆啦A夢：大雄的天方夜譚》是在1991年推出的哆啦A夢電影作品，同為第12個作品。

## 劇情大綱
暑假期間，大雄和哆啦A夢用道具「進入故事的鞋子」親身體驗《一千零一夜》畫冊中航海家辛巴達的故事，但大雄覺得自己玩很無聊，便找靜香一起進入故事書中的世界，靜香正好要與同學去夏令營，便推辭了邀請。而後大雄被胖虎和小夫纏上。胖虎和小夫進到《傑克與豌豆》畫冊中，多管閒事把故事劇情搞得一團亂。原本要去夏令營的靜香記錯日子，再次來到大雄家體驗故事書中的世界，而大雄和靜香則進到《木偶奇遇記》畫冊中，然而胖虎和小夫離開《傑克與豌豆》後把故事書全混在一起，讓大雄和靜香遭遇許多混雜的故事情節，不高興的靜香試圖離開故事世界，卻被坐著魔毯的辛巴達撞到，掉進沙漠中。
次日，哆啦A夢發現只有三雙鞋子，才得知靜香失蹤了，他透過道具「宇宙完全大百科」確認《一千零一夜》中收集了兩百六十個故事，這些虛構故事中有些是真實的，查出與現實世界相符的兩個真實歷史人物（哈倫·拉希德王和加法爾宰相），並在未來導遊米庫金的帶領下，和大雄、小夫、胖虎一起到西元八世紀七百九十四年時，阿拔斯王朝第五代哈里发哈倫·拉希德統治的巴格達，但他們和米庫金吵架，米庫金負氣離開。喬裝成外國商人和其隨從的哆啦A夢一行人遭到卡西姆率領的盜賊團襲擊，哈倫·拉希德挺身相救。哈倫·拉希德授予他們從巴斯拉港出發的通行證，在抵達港口後，他們向商人買了艘船，但在和商人及他找來的船員一起出海後，商人表明自己的身分是卡西姆，並出賣了哆啦A夢等人，把他們拋入海中。
四人被暴風雨沖到岸上，因為哆啦A夢的口袋在暴風雨中弄丟了（被卡西姆偷走，而後因不知道具的使用性掉在沙漠中），他們被迫穿越沙漠，大雄甚至累得不支倒地而中暑。這時童話世界已與現實世界連接，後來他們被辛巴達的鎮尼帶到辛巴達統治的黃金宮殿，辛巴達向他們展示很多道具，這些道具出自某個來自未來的旅行者，並用道具擊敗惡棍阿布基魯，救出靜香。發誓報仇的阿布基魯遇見了卡西姆和他的兩個手下，阿布基魯並透露自己是唯一記得黃金宮殿位置的人，因為他並沒有吃下辛巴達給的遺忘藥。
阿布基魯和卡西姆趁著辛巴達不在，奪取了黃金宮殿，並用道具制伏辛巴達和哆啦A夢一行。米庫金回來找他們，並把被卡西姆偷走，掉在沙漠中的百寶袋還給哆啦A夢。最後辛巴達和哆啦A夢一行設法擊敗了阿布基魯、卡西姆和他的兩個手下，奪回黃金宮殿。最後辛巴達表示會讓阿布基魯他們徹底吃下遺忘藥，並送回巴格達。在哆啦A夢一行和辛巴達道別時，辛巴達並未讓他們吃下遺忘藥，片尾曲中大雄他們再次回到阿拉伯世界遊玩，大雄還給辛巴達帶來有關他的故事書，並且把自己喜歡的劍球送給辛巴達。

## 角色
※本作在香港存在兩個粵語配音版本和名稱，歷紹行版本︰童話王國，TVB版本︰天方夜譚。
- 歷紹行版本：此版本譯名為《叮噹》。1993年收錄於鐳射影碟及錄影帶，由歷紹行發行。
- TVB版本：此版本譯名為《多啦A夢》。2006年4月15日在翡翠台首播（主題曲採用日語原裝版本、小夫由林丹鳳代配），後來收錄於寰宇國際發行的DVD及VCD（主題曲置換成粵語版本、小夫由黃鳳英重配），及後亦曾在TVB旗下頻道重播。2023年由新映影片接手發行，以DVD套裝重新推出（主題曲採用日語原裝版本、小夫保留重配版本的配音）。

### 主角群
| 角色     | 配音員     | 配音員                      | 配音員                      | 配音員 | 配音員 | 配音員 |
| 角色     | 日本       | 英屬香港                    | 香港                        | 臺灣   | 臺灣   | 臺灣   |
| 角色     | 日本       | 歷紹行版本 1993年「叮噹」版 | TVB版本 2006年「啦A夢」版   | 國語   | 國語   | 客語   |
| 角色     | 日本       | 歷紹行版本 1993年「叮噹」版 | TVB版本 2006年「啦A夢」版   | 新潮社 | 佳鑫   | 客語   |
| -------- | ---------- | --------------------------- | --------------------------- | ------ | ------ | ------ |
| 哆啦A夢  | 大山羨代   | 林保全                      | 林保全                      | 于正昇 | 陳美貞 | 劉韶蕙 |
| 野比大雄 | 小原乃梨子 | （待考）                    | 盧素娟                      | 李映淑 | 楊凱凱 | 徐敏莉 |
| 源靜香   | 野村道子   | （待考）                    | 梁少霞                      | 呂佩玉 | 許淑嬪 | 王旻瑛 |
| 剛田武   | 立壁和也   | （待考）                    | 陳卓智                      | 徐健春 | 于正昌 | 黃振尉 |
| 骨川小夫 | 肝付兼太   | （待考）                    | 林丹鳳（TVB） 黃鳳英（DVD） | 官志宏 | 劉傑   | 陳佾玄 |

### 與主角相關
| 角色     | 配音員     | 配音員                      | 配音員                    | 配音員 | 配音員 |
| 角色     | 日本       | 英屬香港                    | 香港                      | 臺灣   | 臺灣   |
| 角色     | 日本       | 歷紹行版本 1993年「叮噹」版 | TVB版本 2006年「啦A夢」版 | 新潮社 | 佳鑫   |
| -------- | ---------- | --------------------------- | ------------------------- | ------ | ------ |
| 大雄媽媽 | 千千松幸子 | （待考）                    | 區瑞華                    | 呂佩玉 | 許淑嬪 |
| 靜香媽媽 | 松原雅子   | （待考）                    | 蔡惠萍                    | 李映淑 | 陳美貞 |
| 小夫媽媽 | 橫尾麻里   | （待考）                    | 雷碧娜                    | 呂佩玉 | 陳美貞 |

### 畫冊中的人物
| 角色           | 配音員     | 配音員                      | 配音員                    | 配音員 | 配音員 |
| 角色           | 日本       | 英屬香港                    | 香港                      | 臺灣   | 臺灣   |
| 角色           | 日本       | 歷紹行版本 1993年「叮噹」版 | TVB版本 2006年「啦A夢」版 | 新潮社 | 佳鑫   |
| -------------- | ---------- | --------------------------- | ------------------------- | ------ | ------ |
| 傑克           | 江森浩子   | （待考）                    | 袁淑珍                    | 呂佩玉 | 許淑嬪 |
| 仙女           | 鷹森淑乃   | （待考）                    | 朱妙蘭                    | 李映淑 | 陳美貞 |
| 小木偶皮諾丘   | 千千松幸子 | （待考）                    | 周文瑛                    | 呂佩玉 | 楊凱凱 |
| 皮諾丘的爺爺   | （待考）   | （待考）                    | 黃健強                    | 官志宏 | 陳幼文 |
| 糖果屋的女巫   | 山田恭子   | （待考）                    | 區瑞華                    | 李映淑 | 楊凱凱 |
| 白雪公主的女巫 | 江森浩子   | （待考）                    | 袁淑珍                    | 呂佩玉 | 陳美貞 |
| 一寸法師       | （待考）   | （待考）                    | 梁偉德                    | 呂佩玉 | 劉傑   |
| Q太郎          | 鈴木みえ   | （待考）                    | 周文瑛                    | 李映淑 | 楊凱凱 |

### 天方夜譚（小叮噹時期譯為童話王國）
| 角色        | 配音員                     | 配音員                      | 配音員                    | 配音員        | 配音員             |
| 角色        | 日本                       | 英屬香港                    | 香港                      | 臺灣          | 臺灣               |
| 角色        | 日本                       | 歷紹行版本 1993年「叮噹」版 | TVB版本 2006年「啦A夢」版 | 新潮社        | 佳鑫               |
| ----------- | -------------------------- | --------------------------- | ------------------------- | ------------- | ------------------ |
| 辛巴達      | 阪修                       | 陳冠宏                      | 陳永信                    | 于正昇        | 陳幼文             |
| 米庫金      | 松島實                     | （待考）                    | 周文瑛                    | 徐健春        | 許淑嬪             |
| 阿布基魯    | 加藤精三                   | （待考）                    | 黃子敬                    | 官志宏        | 劉傑               |
| 卡西姆      | 加藤治                     | （待考）                    | 盧國權                    | 徐健春        | 陳幼文             |
| 手下A       | 野本禮三                   | （待考）                    | 劉昭文                    | 官志宏        | 劉傑               |
| 手下B       | 田口昂                     | （待考）                    | 馮錦堂                    | 于正昇        | 于正昌             |
| 哈伦·拉希德 | 筈見純                     | （待考）                    | 李錦綸                    | 徐健春        | 陳幼文             |
| 商人        | 加藤正之 橋本晃一 田中亮一 | （待考）                    | 林國雄 陳欣 黃健強        | 官志宏 于正昇 | 于正昌 陳幼文 劉傑 |

### 辛巴達的道具
是由來自未來世界的時間旅行者贈送給辛巴達的道具，只會聽從使用者的命令。
| 角色         | 配音員   | 配音員                      | 配音員                    | 配音員   | 配音員   |
| 角色         | 日本     | 英屬香港                    | 香港                      | 臺灣     | 臺灣     |
| 角色         | 日本     | 歷紹行版本 1993年「叮噹」版 | TVB版本 2006年「啦A夢」版 | 新潮社   | 佳鑫     |
| ------------ | -------- | --------------------------- | ------------------------- | -------- | -------- |
| 瓶中的大魔神 | 鄉里大輔 | （待考）                    | 劉昭文                    | 徐健春   | 于正昌   |
| 神燈精靈     | 鈴木三枝 | （待考）                    | 黎桂芳                    | 呂佩玉   | 于正昌   |
| 士兵種子     | 飯塚昭三 | （待考）                    | （待考）                  | （待考） | （待考） |

## 主題曲
| 歌曲                   | 作詞     | 作曲     | 編曲     | 演唱       |
| ---------------------- | -------- | -------- | -------- | ---------- |
| 《夢的芳蹤》 | 武田鐵矢 | 白鳥澄夫 | 渡邊雅二 | 白鳥英美子 |

## 外部連結
- 互联网电影数据库（IMDb）上《大雄的天方夜譚》的资料（英文）
- 时光网上《大雄的天方夜譚》的資料（简体中文）
- 豆瓣电影上《大雄的天方夜譚》的資料 （简体中文）